# 阿知女作法
阿知女作法（あちめのわざ、あちめわざ、あちめさほう、あじめのさほう、等々）とは、宮中
及び神社等で歌われる神楽歌の一つ。本来は、神の降臨を喜び、神聖な雰囲気を作るためと思われる一種の呪文。
あ～ち～め―（一度）、お～お～お―（三度）、お～けー（一度）のフレーズを阿知女作法と呼び、これが２組（本方・末方）に分かれて唱和される。
神楽歌は、庭燎（にわび：夜の準備）、採物（とりもの：神迎え）、前張（さいばり：神祭り）、明星（あかぼし：神送り）の段階に大きく分けられるが、阿知女作法で有名なものは庭燎の後に、また、採物、前張 等でもフレーズを変えて繰り返される。鎮魂祭の歌（下記）にも使用される。
平安中期には儀礼として完成していた。延喜末年頃に譜の統一が行われている。

## 十一月中寅日　鎮魂祭歌
あ～ち～め―（一度）、お～お～お―（三度）
①あめつちに　きゆらかすは　さゆらかす　かみわかも　かみこそは　きねきこう　きゆらならは
あ～ち～め―（一度）、お～お～お―（三度）
②いそのかみ　ふるやしろのたちもかと　ねかふそのこに　そのたてまつる
あ～ち～め―（一度）、お～お～お―（三度）
③さつおらが　もたきのまゆみ　おくやまにみかりすらしも　ゆみのはすみゆ
あ～ち～め―（一度）、お～お～お―（三度）
④のほります　とよひるめかみたまほす　もとはかなほこ　すゑはきほこ
あ～ち～め―（一度）、お～お～お―（三度）
⑤みわやまに　ありたてるちかさを　いまさかへては　いつかさかえむ
あ～ち～め―（一度）、お～お～お―（三度）
⑥わきもこが　あなしのやまのやまのもと　ひともみるかに　みやまかつらせよ
あ～ち～め―（一度）、お～お～お―（三度）
⑦たまはこに　ゆうとりしてて　たまちとらせよ　みたまかり　たまかりまししかみは　いまそきませる
あ～ち～め―（一度）、お～お～お―（三度）
⑧みたまみに　いまししかみは　いまそきませる　たまはこもちてさりくるみたま
たまかへしすなや
⑨ひと　ふた　み　よ　いつ　むゆ　なな　や　ここの　たりや

意味が判明していないところが多く、漢字を当てたとしても、その漢字が意味と合っているかも判っていない。歌なので、音はそれほど変遷していないとの仮定で、ひらがな表記とした。

「あちめ」とは安曇磯良を指し「お～お～お―」とは返答の声とする説がある。しかし、安曇磯良は男神であり、「阿知女」と「女」の漢字がつくのは後世に当て字と考えうるも詳細は不明である。また、「うずめ」の転訛とする説もある。
①「ゆらかす（振らかす）」の言葉が使われており、鎮魂祭にあたり、天皇の衣を動揺させることを歌った可能性がある。「きね」とは巫女である可能性もあるとされる。
②「いそのかみ　ふるやしろ」とは石上神宮を指していると考えられる。
③「さつお」とは猟夫と漢字で当て、猟師のこととされる。
④「とよひるめ」とは天照大神であるとされる。「ほこ」は矛であるとされるが、意味不明。
⑤「みわやま」は三輪山である。「ちかさ」は茅草の転訛とする説もある。
⑥「みやまかづら」とは、山蔓などで作った鬘という説がある。
⑦「たまはこ」とは、魂の鎮まる函。実際には葛函という。
⑧「たまかへしすなや」は、「ゆっくりお留め申すがよい」と訳す説もある。
⑨数を１から10まで数えており、十種神宝の呪法として有名な「ひふみの祓詞」と関係があると考えられる。